# 708.ª Divisão de Infantaria (Alemanha)
A 708ª Divisão de Infantaria (em alemão:708. Infanterie-Division) foi uma unidade militar que serviu no Exército alemão durante a Segunda Guerra Mundial.

## Comandantes
| Comandante                         | Data                                       |
| ---------------------------------- | ------------------------------------------ |
| Generalmajor Walter Drobnig        | 3 de maio de 1941 - 1 de março de 1942     |
| Generalleutnant z.V. Hermann Wilck | 1 de março de 1942 - 30 de julho de 1943   |
| Generalmajor Edgar Arndt           | 30 de julho de 1943 - 24 de agosto de 1944 |

## Oficiais de operações
| Major Wilhelm Breidenstein                  | setembro de 1943 - fevereiro de 1944 |
| Oberstleutnant Heinz-Joachim Mueller-Lamkow | fevereiro de 1944 - agosto de 1944   |

## Área de operações
| Alemanha | maio de 1941 - junho de 1941   |
| França   | junho de 1941 - agosto de 1944 |